# Арухов, Загир Сабирович
Заги́р Саби́рович А́рухов (14 июля 1960, Белиджи, Дагестанская АССР — 20 мая 2005, Махачкала) — российский государственный деятель, Министр по национальной политике, делам религий и внешним связям Республики Дагестан (2003—2005).

## Биография
Загир Сабирович Арухов родился 14 июля 1960 года в посёлке Белиджи. По национальности — лезгин. В 1986 году он окончил Московский государственный университет по специальности «журналистика».

### Биография
- В 1977 работал на Белиджинском консервном заводе, затем после службы в армии в 1980 поступил на факультет журналистики МГУ.
- После окончания университета работает журналистом, затем редактором, а чуть позже и главным редактором ГТРК «Дагестан».
- С 1991 заместитель главного редактора журнала «Наш Дагестан», одновременно старший преподаватель отделения журналистики Дагестанского государственного университета и чуть позже заведующий консульским отделом представительства МИД РФ в Махачкале
- В декабре 1998 назначен заместителем министра по национальной политике, информации и внешним связям Республики Дагестан. Одновременно возглавлял информационно-аналитическое агентство «Кавказ—XXI век».
- В октябре 2003 назначен министром по национальной политике, информации и внешним связям Республики Дагестан.

Являлся ведущим научным сотрудником Центра этнополитических исследований РАН, заместителем руководителя Центра исламских исследований Северного Кавказа при Дагестанском государственном университете, членом политсовета регионального отделения партии «Единая Россия».
20 мая 2005 года, возвращаясь с работы, Загир Арухов погиб в результате взрыва, прогремевшего в подъезде его дома. В результате теракта также погиб его охранник, ещё 10 человек получили ранения.

## Память
- Именем Загира Арухова названа улица в посёлке Белиджи, Дербентского района
- Нефтеперегонная ул. в г. Махачкала переименована в улицу им. З. С. Арухова (местоположение: от ул. М. Гаджиева до Вузовского озера)

## Награды
- Медаль Ордена «За заслуги перед Отечеством» II степени (1999)

## Семья
Супруга, Арухова, Альбина Сефербековна — замминистра образования и науки Республики Дагестан. Воспитывал 4 детей.

## Научные труды и монографии
- тема кандидатской диссертации: «Концепция джихада в раннем исламе»
- тема докторской диссертации: «Джихад и политика в исламской концепции правопорядка». — защитить не успел.
- «Ваххабизм и духовенство в политической структуре саудовского общества: проблемы взаимоотношений власти и оппозиции»,
- «Экстремизм в современном исламе»,
- «Россия и Дагестан в новом геополитическом пространстве»,
- «Новые ориентиры политики США в отношении стран исламской 'дуги нестабильности'».